# Castell de Garcia
El castell de Garcia és un edifici de Garcia (Ribera d'Ebre) declarat bé cultural d'interès nacional.

## Descripció
Està situat al nord de Gracia, darrere de l'antiga església parroquial, hi ha un petit turó on devia haver el castell. Aquesta elevació acaba en un planell que té un diàmetre d'uns 15 metres. A nivell de superfície no en queda cap vestigi.

## Història
El lloc de Carçeia és esmentat per primera vegada el 1153 en el document de donació del castell de Miravet als templers. El castell apareix en la documentació per primera vegada el 1174, quan Alfons el Cast va concedir a Guillem de Castellvell, com a gratitud per la seva ajuda en la conquesta i repoblació, els antics castells sarraïns de Móra, Garcia, Tivissa i Marçà; això fou l'origen de la baronia d'Entença. El 1324, Garcia, juntament amb tota la baronia d'Entença, s'uní al comtat de Prades.